# Celia Imrie

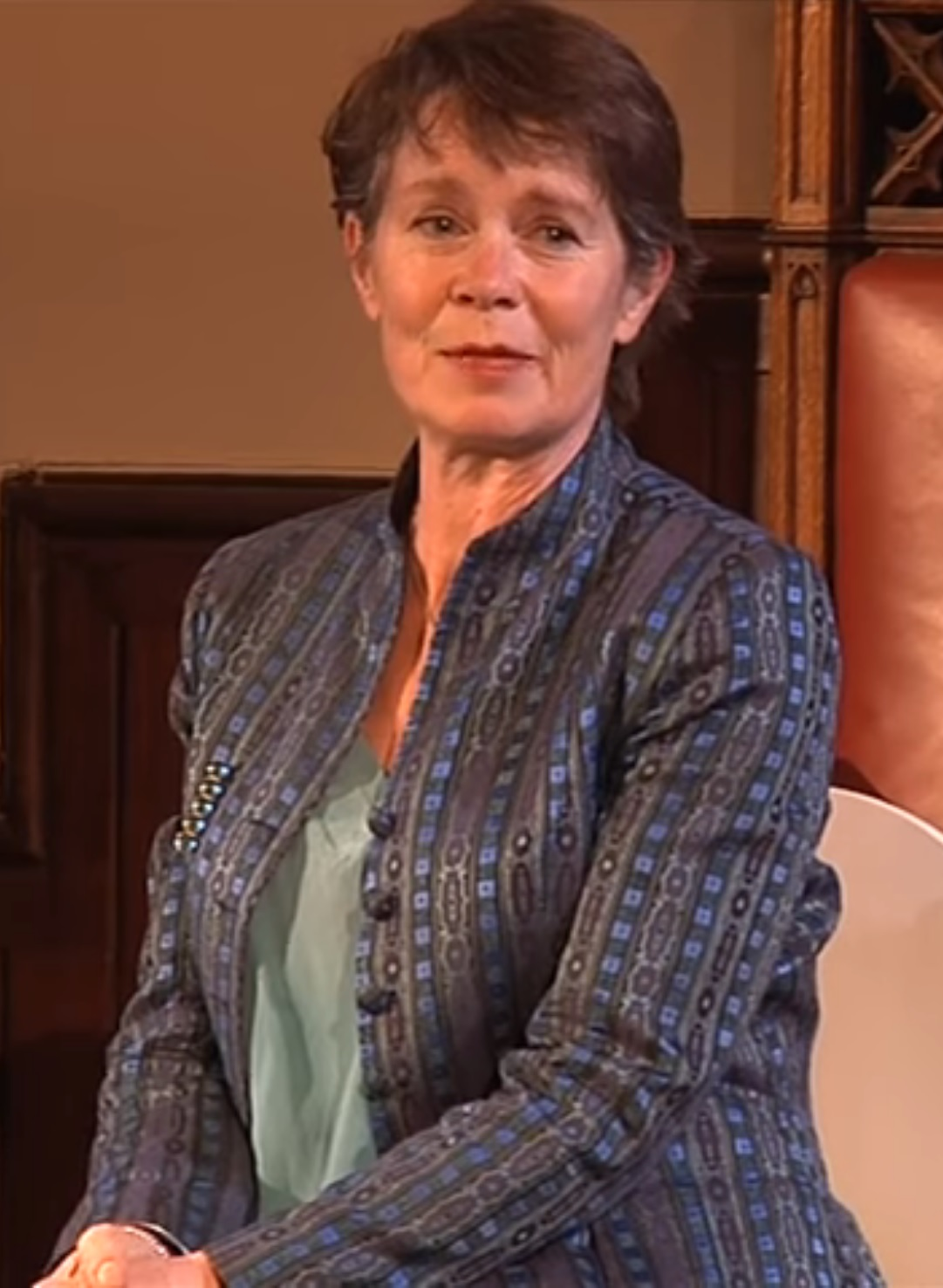
Celia Imrie (2011)

Celia Diana Savile Imrie, CBE (* 15. Juli 1952 in Guildford, Surrey, England) ist eine britische Schauspielerin, die vor allem durch Rollen in britischen Fernsehproduktionen Bekanntheit erlangte.

## Biografie
Als Tochter eines Schotten wurde sie 1952 in dem Ort Guildford in England geboren. Sie studierte Schauspiel an der Guildford School of Acting. Sie wirkte seit Anfang der 1970er-Jahre an bisher mehr als 120 Film- und Fernsehproduktionen mit. In Großbritannien wurde sie vor allem durch ihre Zusammenarbeit mit der Komikerin und Fernsehmacherin Victoria Wood bekannt, in deren Serien Victoria Wood as Seen on TV (1985–1987) und Dinnerladies (1998–2000) sie jeweils Hauptrollen hatte. Auf der Londoner Bühne spielte Imrie in Woods Musical Acorn Antiques: The Musical!, wofür sie 2006 mit dem Laurence Olivier Award als Beste Nebendarstellerin eines Musicals ausgezeichnet wurde.
International machte sich Imrie vor allem durch einige Kino-Nebenrollen einen Namen. In der dreiteiligen Filmreihe Bridget Jones spielte sie Una Alconbury, die neugierige beste Freundin von Bridgets Mutter. Weitere Auftritte hatte sie als Frau des Bürgermeisters in Kalender Girls (2003), als verwitwete Mrs. Quickly in Eine zauberhafte Nanny (2005) sowie als die nach einem reichen Ehemann Ausschau haltende Marge Hardcastle in Best Exotic Marigold Hotel (2011) und der Fortsetzung Best Exotic Marigold Hotel 2 (2015).
Imrie hat mit dem 2017 verstorbenen Schauspieler Benjamin Whitrow einen Sohn, den Schauspieler Angus Imrie (* 1994). Gemeinsam mit ihrem Sohn stand sie 2007 für die Serie Kingdom vor der Kamera. 2018 wurde sie in die Academy of Motion Picture Arts and Sciences berufen, die jährlich die Oscars vergibt.

## Filmografie (Auswahl)
- 1971: The Fenn Street Gang (Fernsehserie, 1 Folge)
- 1973: Assassin
- 1974: Das Haus der Peitschen (House of Whipcord)
- 1974: Das Haus am Eaton Place (Fernsehserie, 2 Folgen)
- 1978: Tod auf dem Nil (Death on the Nile)
- 1983: Jim Bergerac ermittelt (Bergerac, Fernsehserie, 8 Folgen)
- 1983: Die verruchte Lady (The Wicked Lady)
- 1986: Highlander – Es kann nur einen geben (Highlander)
- 1989: Tödliche Galaxie (Murder on the Moon)
- 1992: Van der Valk (Fernsehserie, 1 Folge)
- 1994: Mary Shelley’s Frankenstein
- 1995: Ein Winternachtstraum (In the Bleak Midwinter)
- 1995: Casualty (Fernsehserie, 1 Folge)
- 1997: Ein Fall für die Borger (The Borrowers)
- 1998: Hilary und Jackie (Hilary and Jackie)
- 1999: Star Wars: Episode I – Die dunkle Bedrohung (Star Wars: Episode I – The Phantom Menace)
- 1999: A Christmas Carol – Die drei Weihnachtsgeister (A Christmas Carol)
- 2000: Gormenghast
- 2001: Lucky Break – Rein oder raus (Lucky Break)
- 2001: Inspector Barnaby (Midsomer Murders): Fernsehserie, Staffel 4, Folge 5: Morden, wenn die Blätter fallen (Dark Autumn)
- 2001: Revelation – Die Offenbarung (Revelation)
- 2001: Bridget Jones – Schokolade zum Frühstück (Bridget Jones’s Diary)
- 2002: Thunderpants
- 2002: Heartlands – Mitten ins Herz (Heartlands )
- 2002: Churchill – The Gathering Storm (The Gathering Storm, Fernsehfilm)
- 2003: Out of Bounds
- 2003: Kalender Girls (Calender Girls)
- 2004: Bridget Jones – Am Rande des Wahnsinns (Bridget Jones: The Edge of Reason)
- 2004: Agatha Christie’s Marple (Fernsehserie, 1 Folge)
- 2005: Wah-Wah
- 2005: Wimbledon – Spiel, Satz und … Liebe (Wimbledon)
- 2005: Eine zauberhafte Nanny (Nanny McPhee)
- 2005: Eine Hochzeit zu dritt (Imagine Me & You)
- 2006: Der Todeswirbel (Agatha Christie’s Poirot; Fernsehserie, Folge: Taken at the Flood)
- 2007: Die Girls von St. Trinian (St Trinian’s)
- 2009: Die Girls von St. Trinian 2 – Auf Schatzsuche (St Trinian's 2: The Legend of Fritton's Gold)
- 2011: Lost Connection (Kurzfilm)
- 2011: Die Geschichte vom Weihnachtsengel (My Angel)
- 2011: Best Exotic Marigold Hotel (Best Exotic Marigold Hotel)
- 2011: The Bleak Old Shop of Stuff (Fernsehserie, 1 Folge)
- 2012: Hacks (Fernsehfilm)
- 2012: Acts of Godfrey
- 2012: Madame Ida (Kurzfilm)
- 2012: Titanic (Miniserie)
- 2012: Lewis – Der Oxford Krimi (Lewis) (Fernsehserie, 1 Folge)
- 2013: Doctor Who (Fernsehserie, 1 Folge)
- 2013: Love & Marriage (Fernsehserie, 6 Folgen)
- 2013: Coming Up (Fernsehserie, 1 Folge)
- 2013: Wie in alten Zeiten (The Love Punch)
- 2014: Blandings (Fernsehserie, 1 Folge)
- 2014: Our Zoo (TV-Miniserie)
- 2014: Ein Schotte macht noch keinen Sommer (What We Did on Our Holiday)
- 2014: Nativity 3: Dude, Where’s My Donkey?!
- 2015: Best Exotic Marigold Hotel 2 (The Second Best Exotic Marigold Hotel)
- 2015: Molly Moon (Molly Moon and the Incredible Book of Hypnotism)
- 2015: Vicious (Fernsehserie, 1 Folge)
- 2016: Year by the Sea
- 2016: Bridget Jones’ Baby (Bridget Jones’s Baby)
- 2016–2022: Better Things (Fernsehserie)
- 2016: Legends of Tomorrow (Fernsehserie, 1 Folge)
- 2016: Absolutely Fabulous: Der Film (Absolutely Fabulous: The Movie)
- 2017: A Cure for Wellness (A Cure for Wellness)
- 2017: Happy Family (Animationsfilm, Stimme)
- 2017: Tanz ins Leben (Finding Your Feet)
- 2018: Patrick Melrose (Fernsehserie, 2 Folgen)
- 2018: Mamma Mia! Here We Go Again
- 2018 (Malevolent)
- 2020: Love Sarah – Liebe ist die wichtigste Zutat (Love Sarah)
- 2023: Love Again
- 2023: Good Grief
- 2023: Diplomatische Beziehungen (The Diplomat, Fernsehserie)
- 2025: Bridget Jones – Verrückt nach ihm (Bridget Jones: Mad About the Boy)
- 2025: The Thursday Murder Club